# 上洋特种区
上洋特种区，又称上洋口特种区，是中华民国大陆时期福建省的一个准县级行政单位，为二等特种区，特种区类别为河港商埠类。

## 历史沿革
上洋特种区辖境在清朝初年属甌寧縣，乾隆年间派驻通判，民国初年，建安县、瓯宁县合并为建瓯县，在上洋地区派驻县佐。1933年，蒋光鼐等人认为顺昌县辖境过小，请求将人口稠密、远离建瓯县城的上洋划归顺昌，但未能实行。
1935年6月，福建省政府析上洋口置上洋特种区，隶属于建瓯县，翌年改属顺昌县，特种区政策改制后，成为相对独立于县的政治实体。1938年10月，上洋特种区撤销，改置顺昌县第三区。